# Parakeratoza
Parakeratoza (łac. parakeratosis) – patologiczne rogowacenie polegające na obecności jąder komórkowych w keratynocytach warstwy rogowej naskórka, gdzie fizjologicznie komórki są pozbawione jąder komórkowych. Jest to związane ze skróceniem czasu przejścia keratynocytu (ang. turnover time) z warstwy podstawnej naskórka do warstwy rogowej.
Parakeratoza jest charakterystyczna dla chorób skóry przebiegających z nadmierną proliferacją naskórka, np. dla łuszczycy.